# Coatlicue

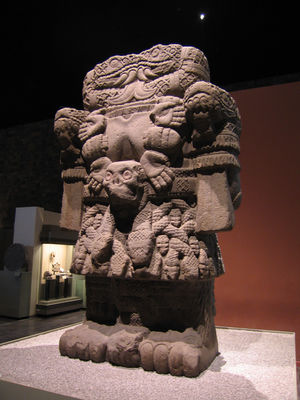
Statua della dea Coatlicue, esposta presso il Museo nazionale di antropologia di Città del Messico

Coatlicue (letteralmente "veste di serpenti"), secondo la mitologia azteca, era la dea del fuoco e della fertilità, madre delle stelle del sud. Non solo: è considerata una forza creatrice e insieme distruttiva. La sua figura incarna, infatti, un dualismo reso evidente dalle immagini che la rappresentano: il suo volto è formato da due serpenti zannuti e la sua gonna da serpenti intrecciati (i serpenti notoriamente simboleggiano la fertilità, e spiega etimologicamente il nome); i suoi seni sono flaccidi (esausti per aver nutrito molti); la sua collana è formata da mani, cuori umani e un teschio (perchè si nutre di cadaveri, come la terra che consuma tutto ciò che muore); le sue dita e i suoi piedi sono artigli. E' una raffigurazione che per certi versi incute timore e rimanda alla concezione sacrificale della cultura azteca. 
Si capisce allora che il ruolo attribuito a questa divinità azteca è complesso e molteplice. 
Era sorella di Chimalman e Xochitlicue. Coatlicue fu resa feconda da una sfera piumata. I suoi figli (compresa Coyolxauhqui) la uccisero, ma Huitzilopochtli (il figlio che aveva in grembo) fuoriuscì dal suo ventre. Huitzilopochtli uccise i suoi fratelli e sorelle, compreso Coyolxauhqui. A seconda delle fonti, il padre di Huitzilopochtli sarebbe Mixcoatl. Secondo una versione del mito, Coatlicue partorì da vergine Quetzalcoatl e Xolotl; secondo un'altra versione, Quetzalcoatl sarebbe invece figlio di Chimalman.
Il 13 agosto 1790, nella piazza principale di Città del Messico, fu rinvenuta una statua della dea in ottime condizioni. Oggi questo reperto è custodito presso il Museo nazionale di antropologia di Città del Messico.